# Фрей
 Тази статия е за рок групата.  За писателя вижте Стивън Фрей.  
„Дъ Фрей“ (на английски: The Fray) е американска рок група, основана в Денвър, щата Колорадо.
Свирят предимно песни в стил алтернативен рок. Имат издадени 2 албума – How to save a life (в превод: Как да спасиш живот), издаден през 2005 г., и The Fray, издаден през 2009 г. Едноименната им песен от първия албум (How to Save a Life) покорява класациите в редица държави, а дебютната песен от втория им албум, носеща името You Found Me (в превод: Ти ме намери) става дори по-голям хит от How to Save a Life и не слиза от първите места в десетки класации в Австралия, САЩ и Континентална Европа. Групата е била номинирана за „Грами“.

## История
„Дъ Фрей“ е сформирана през 2002 година от съучениците Исаак Слейд (вокал и пиано), Джо Кинг (вокал и китара), Дейв Уелш(китара) и Бен Вискоцки (ударни инструменти).

### Исаак Слейд
Роден на 26 май 1981 в град Боулдър, Исаак пее от осем годишен, а на 11 г. вече свири на пиано. По-късно се научава да свири и на китара. През 2002 заедно с Джо Кинг, с когото ходи на музикално училище, сформират групата „Дъ Фрей“, като по-късно към тях се присъединяват и 2 техни приятели. Слейд помага за написването на песните от първия албум на групата. Гласът му е баритон.

### Джо Кинг
Роден на 25 май 1980 в щата Колорадо, Джо е най-старият член на бандата „Дъ Фрей“ и сред нейните основатели. Преди да участва в „Дъ Фрей“, Кинг е свирил и в други групи. Женен е и има 2 дъщери.

### Дейв Уелш
Роден на 15 август 1984 в Тусон, Аризона, Дейвид Уелш, или накратко Дейв, е главният китарист на „Дъ Фрей“. Свири на китара от 12-годишен и, преди да се присъедини към Дъ Фрей участва в групата „Ембър“, както и други 2 членове на „Дъ Фрей“ – Бен Висоцки и Исаак Слейд. Уелш е семеен.

### Бен Висоцки
Роден на 26 ноември 1984 в щата Колорадо, Бенджамин Висоцки е единственият член на „Дъ Фрей“, който може да свири на ударни инструменти. Той започва да се занимава с това, когато е в 7 клас и твърди, че Ринго Стар и Джак Айрънс са му повлияли най-много. Той е и любител-фотограф. Фамилията му Висоцки е много популярна в Полша и Русия. Бен е женен за любовта си от гимназията.

### Ранна история
Групата е създадена през 2002 от Слейд и Кинг, като те по-късно канят Зак Джонсън и брата на Исаак Кейлъб да се присъединят към тях. По-късно обаче, когато Кейлъб е помолен да напусне групата, това влошава значително отношенията с брат му. Идеята за песента Cable Car (Over my head) идва точно от този спор. В Cable Car се пее за братството, подкрепата и приятелството. След време и Зак Джонсън напуска групата и отива да учи в музикално училище в Ню Йорк.
През 2003 година групата е попълнена с 2 нови членове, които са съученици на Исаак – Бен Висоцки и Дейв Уелш. Уелш и Висоцки са още по-стари съученици, тъй като са учили в една и съща гимназия, а се запознават със Слейд в музикалното школо.
Името на бандата в превод от английски означава „боричкане“, „шумно парти“, „диспут“, „спор“ и т.н. То е избрано на тържеството по завършването на Кейлъб, като всеки от съучениците му е предложил вариант и в крайна сметка думата fray спечелва. Частичката the в английския език е пълен член за съществителните. Първоначално бандата твърди, че това име ще им подхожда, тъй като на феновете им им било ясно, че те често спорят относно текстовете на песните, но след време групата заявява, че работят в хармония и се разбират наистина добре като истински приятели.
През 2002 година групата прави неуспешни опити да издаде хитова песен. Издава 2 диска с по 4 песни съответно през годините 2002 и 2003, които днес не могат да бъдат намерени, а през годините на пускането им почти нямат продажби. Дисковете съдържат:
- Първи диск – носел името Movement или „Движение“ и съдържал четири песни:

1. „Where You Want To“ – 3:22 (Слейд и Кинг) – в превод „Където искаш“
2. „Oceans Away“ – 3:59 (Слейд и Кинг) – в превод „На океани разстояние“
3. „It's For You“ – 3:46 (Слейд и Кинг) – в превод „За теб“
4. „Vienna“ – 3:46 (Слейд, Кинг и Дан Батенхаус, бивш член на бандата) – в превод „Виена“

- Втори диск – носел името Reason или „Причина“ и имал по-голям успех от „Движение“. Бил преиздаден през 2007 година и както тогава, така и сега съдържа седем песни:

1. „Together“ – 2:25 (Слейд и Кинг) – в превод „Заедно“
2. „Some Trust“ – 3:01 (Слейд и Кинг) – в превод „Малко доверие“
3. „Vienna“ – 3:50 (Слейд, Кинг и Дан Батенхаус, бивш член на бандата) – в превод „Виена“ (от диска „Движение“)
4. „Without Reason“ – 3:38 (Слейд и Кинг) – в превод „Без причина“
5. „City Hall“ – 3:09 (Слейд и Кинг) – в превод „Кметството“
6. „Oceans Away“ – 3:59 (Слейд и Кинг) – в превод „На океани разстояние“ (от диска „Движение“)
7. „Unsaid“ – 3:05 (Слейд и Кинг) – в превод „Неизказано“

На няколко пъти пробват да лансират песните си по радиостанции в щата Колорадо, но всичките им опити са неуспешни, до пускането на песента Cable Car, която бързо набира скорост и прави групата все по-популярна.

## Бивши членове
- Дан Батенхаус – бас китарист и беквокал. Член от 2002 до 2004
- Зак Джонсън – барабани и други ударни инструменти. Член от 2002 до 2003
- Дейв Хендин – хармоника
- Кейлъб Слейд – бас китарист и беквокал. Член само през 2002
- Майк Ейярс – китара. Член от 2002 до 2003
- Алекс Кууски – пиано. Член от 2002 до 2008

## Студийни албуми

### How to Save a Life (2005)
През 2004 година читателите на местното денвърското списание Westword обявяват групата за „Банда на годината“. Същата година Epic Records забелязват групата и на 17 декември същата година. подписват договор с нея, а през 2005 излиза дебютният им албум, озаглавен How to Save a Life (в превод Как да спасиш живот). В него влизат едни от най-запомнящите се песни на групата като едноименната How to Save a Life и хитовата Cable Car(Over My Head), която става най-пусканата песен за годината на радио KTCL в Колорадо. Интересно е, че албумът излиза за продажба в Европа и Австралия цели 2 години след издаването в САЩ.
През юли 2005 „Дъ Фрей“ подгряват на 10-те концерта на групата „Уийзър“, а по-късно и за групата „Бен Фолдс Файв“ на техните 12 концерта. Първото самостоятелно турне на „Дъ Фрей“ започва през януари 2006 г. През същата година Cable Car започва да завладява чартовете, окато друга важна песен от първия им албум How to Save a Life е пускана в редица известни сериали като „Анатомията на Грей“, „Смешно отделение“ (понякога превеждан като „Престилки“). Това се случва през 2006 година. По-късно същата песен заедно с Look After You (от албума How to Save a Life) и You Found Me (от албума The Fray) са включени в сериали като „Самотно дърво на хълма“ (най-често превеждано Трий Хил"), „Студени досиета“, а Look After You дори попада във филма Jumper от 2008. Cable Car и How to Save a Life, които са може би най-популярните песни на „Дъ Фрей“, имат по повече от 1 милион сваляния всяка. How to Save a Life покорява чартовете в Ирландия, Канада и Обединеното кралство.
Групата промотира албума си с множество изяви по телевизионни шоута в САЩ и чужбина, като издават и няколко DVD колекции с кадри от концертите. До 8 януари 2008 година първият албум на групата е с над 2 милиона продадени копия в САЩ и повече от 3,3 милиона до началото на 2009 година в световен мащаб. Благодарение на песента How to Save a Life групата е номинира за 2 награди „Грами“ и спечелва много други. Критиката дава средна оценка на албума. Ето списък с песните от него:
1. 1. „She Is“ – 3:56 (в превод „Тя е“) – песента и видеото ѝ са предвидени само за Австралия, макар че могат да се свалят свободно през интернета
2. 2. „Over My Head (Cable Car)“ – 3:58 (в превод „Извън главата ми“ [като буквален превод. Иначе се има предвид за случай, когато на човек му се струпат много проблеми])
3. 3. „How to Save a Life“ – 4:21 (в превод „Как да спасим живот“)
4. „All at Once“ – 3:47 (в превод „Всички заедно (Всичко наведнъж)“)
5. „Fall Away“ – 4:23 (в превод „Изпадаш“)
6. „Heaven Forbid“ – 3:59 (в превод „Забрана в рая“)
7. „Look After You“ – 4:26 (в превод „Ще те пазя“)
8. „Hundred“ – 4:13 (в превод „Сто“)
9. „Vienna“ – 3:51 (в превод „Виена“) – песента е де факто преиздадена от първия и втория диск на Дъ Фрей, съответно „Движение“ и „Причина“
10. „Dead Wrong“ – 3:05 (в превод „Бъркаш тотално“)
11. „Little House“ – 2:30 (в превод „Малка къща“)
12. „Trust Me“ – 3:22 (в превод „Довери ми се“)

Има бонус DVD и CD, в които има съответно кадри от концерти и кадри от правенето на дадени клипове и песни, изнасяни на живо пред публика.

### The Fray(2009)
През юли 2008 година бандата завършва работата по втория им студиен албум – The Fray. Арън Джонсън и Майк Флин – същите продуценти, помогнали им и с първия албум, работят с тях също и по този. Видеото към първия сингъл You Found Me е заснето в Чикаго и е излъчено ексклузивно по VH1 на 9 декември същата година. Директор на видеото е Джош Форбс. Първият път, когато песента бива пусната в ефир обаче е на 20 ноември, когато е излъчено 1-минутно промо за шестия сезон на „Изгубени“, като за фон на кадрите се чува You Found Me.
Преди официалното издаване на албума, което става на 3 февруари 2009 г., групата изпълнява песента на живо на няколко мероприятия и мини-концерти. Поради назряващия интерес от страна на публиката към пускане на видеота към песните от новия албум, „Дъ Фрей“ решават да пуснат видеота, заснети за кратък период от време, на които свирят в студиото си или на концерт. Оттогава албумът е продаден в близо 180 000 копия в САЩ. Възможно е, ако албумът бъде преиздаден, към него да се присъедини и нова песен, написана буквално за 1 ден – Be the One(в превод „Бъди моя“), която всъщност е кавър на песента Heartless на Кание Уест.
На 14 март „Дъ Фрей“ обявяват, че подготвят видеото към втората песен от албума им – Never Say Never (в превод „Никога не казвай никога“) и скоро ще бъде пусната по големите музикални телевизии.